# Чех, Владимир
Влади́мир Чех (чеш. Vladimír Čech; 25 сентября 1914, Бёмиш Будвайс, Австро-Венгрия, ныне Ческе-Будеёвице, Чехия — 2 февраля 1992, Прага, Чехия) — чешский кинорежиссёр и сценарист.

## Биография
В 1932 году снялся в фильме «Перед экзаменами на аттестат зрелости». Вскоре становится ассистентом режиссёра Эмиля Франтишека Буриана, с которым пишет свои первые сценарии. Состоял в штате студии документальных фильмов. Автор репортажей с Нюрнбергского процесса, из Бухенвальда и др. В 1949 году дебютирует как режиссёр («Дикая Бара»). Снимал документальные и игровые фильмы, как правило крепкие жанровые картины: комедии, мюзиклы, приключения; обращался к экранизациям чешской классики.

## Избранная фильмография

### Режиссёр
- 1949 — Дикая Бара / Divá Bára (по Божене Немцовой)
- 1951 — Щука в пруду / Štika v rybníce
- 1954 — Экспресс из Нюрнберга / Expres z Norimberka
- 1956 — Кристина, не шали / Nezlob, Kristino!
- 1958 — Чёрный батальон / Černý prapor
- 1959 — 105% алиби / 105 % alibi
- 1961 — Где одного алиби мало / Kde alibi nestačí
- 1961 — Петух пугает смерть / Kohout plaší smrt
- 1962 — Для кого танцует Гавана / Komu tančí Havana
- 1963 — Между нами, жуликами / Mezi námi zloději
- 1965 — Алиби на воде / Alibi na vodě
- 1967 — Семь воронов / Sedm havranů
- 1971 — Ключ / Klíč
- 1971 — Святая грешница / Svatá hřišnice (по пьесе Франтишека Лангера «Обращение Фердыша Пишторы»)
- 1972 — Расследования моей жены / Kde Aféry mé ženy
- 1972 — Свадьба без колец / Svatba bez prstýnku
- 1974 — Высокая синяя стена / Vysoká modrá zeď
- 1974 — На седьмой день, вечером / Sedmého dne vecer
- 1976 — Операция в Стамбуле / Akce v Istanbulu (по Ивану Гаришу)
- 1977 — Пасьянс / Pasiáns
- 1980 — Как надуть адвоката / Jak napálit advokáta

### Сценарист
- 1939 — Вера Лукашова / Vera Lukášová
- 1941 — Туфельки барышни Павлины / Střevíčky slečny Pavlíny
- 1942 — / Host do domu

## Награды
- 1971 — Серебряный приз VII Московского международного кинофестиваля («Ключ»)
- 1971 — номинация на Золотой приз VII Московского международного кинофестиваля («Ключ»)
- 1966 — Заслуженный артист ЧССР